# Dongfeng (socken i Kina, Hunan, lat 25,08, long 112,74)
Dongfeng (kinesiska: 东风, 东风乡) är en socken i Kina. Den ligger i provinsen Hunan, i den södra delen av landet, omkring 350 kilometer söder om provinshuvudstaden Changsha.
Genomsnittlig årsnederbörd är 1 932 millimeter. Den regnigaste månaden är maj, med i genomsnitt 308 mm nederbörd, och den torraste är oktober, med 38 mm nederbörd.